# فرودگاه لاگواردیا
فرودگاه لاگواردیا (یاتا: LGA، ایکائو: KLGA، موقعیت‌یاب اف‌آآ: LGA) (به انگلیسی: LaGuardia Airport) یکی از فرودگاه‌های شهر نیویورک است که در شمال محلهٔ کویینز و در لانگ آیلند قرار دارد.
این فرودگاه در کنارهٔ خلیج‌های کوچک فلاشینگ (به انگلیسی:Flushing Bay) و باوری (به انگلیسی:Bowery Bay) و در همسایگی محله‌های آستوریا (به انگلیسی:Astoria)، جکسون هایتس (به انگلیسی:Jackson Heights) و المهرست شرقی (به انگلیسی:East Elmhurst) قرار دارد.
نام اصلی فرودگاه گلن اچ. کرتیس (به انگلیسی:Glenn H. Curtiss Airport) به نام یکی از پیشگامان صنعت هوانوردی آمریکا بود. سپس به نرت بیچ (به انگلیسی:North Beach) تغییر نام داد. پس ازآن به نام فییورلو اچ. لاگواردیا که نام شهردار نیویورک در زمان ساخت این فرودگاه بود تغییر نمود. این فرودگاه توسط اداره حمل و نقل نیویورک و نیوجرسی اداره می‌شود. لاگواردیا در میان سه فرودگاه اصلی و تجاری کلان‌شهر نیویورک کوچک‌ترین آن‌ها است.
این فرودگاه همراه با دو فرودگاه جان اف کندی (به انگلیسی:JFK International Airport) در جنوب کویینز و لیبرتی نیوآرک (به انگلیسی: Newark Liberty International Airport) در نیوآرک نیوجرسی به عنوان سه تا از نزدیکترین فرودگاه‌ها به منطقه منهتن به‌شمار می‌آیند.
این فرودگاه بزرگتر از فرودگاه‌های نزدیکش، لانگ آیلند مک آرتور در شهر سافک، وست چستر کانتی در شهر وست چستر و بین‌المللی استوارت (به انگلیسی:Stewart International Airport) در شهر نیوبرگ ایالت نیویورک است.
لاگواردیا به دلیل موقعیت جغرافیایی، قرار گرفتن در مرکز و نزدیکی به منهتن بسیار همگانی و قابل دسترس است.
با وجود اندازه کوچک این فرودگاه هواپیمای پهن‌پیکر به‌طور معمول یکبار در آن فرود می‌آیند.
هواپیماهای مک‌دانل داگلاس دی‌سی-۱۰ و لاکهید ال-۱۰۱۱ (Lockheed L-1011) به‌طور خاص برای این فرودگاه طراحی شده‌اند.
از سال ۲۰۰۰ تا ۲۰۰۵ شرکت هواپیمایی دلتا از هواپیماهای ۴۰۰–۷۶۷ ای. آر (به انگلیسی: 767-400ER) با ۲۸۵ سرنشین مورد بهره‌برداری قرار داد. امروزه هیچ برنامه برای فرود هواپیماهای پهن پیکر وجود ندارد.
با این وجود گهگاه شرکت هواپیمایی دلتا از هواپیماهای بوئینگ ۳۰۰-۷۶۷ (به انگلیسی:Boeing 767-300) برای یکی از پروازهای شهر آتلانتا استفاده می‌کند.
لاگواردیا بیشتر مورد استفادهٔ شرکت‌های هواپیمایی: امریکن ایرلاینز (به انگلیسی:American Airlines)، آمریکن ایگل (به انگلیسی:American Eagle) و یو اس ایرویز (به انگلیسی: US Airways) است.
فرودگاه لاگواردیا در سال ۱۹۶۰ توسط انجمن هوانوردی جهانی به عنوان بزرگ‌ترین فرودگاه جهان شناخته شد.